# Ilex jelskii
Ilex jelskii là một loài thực vật có hoa trong họ Aquifoliaceae. Loài này được Zahlbr. mô tả khoa học đầu tiên năm 1894.